# جريجوري ستيفرز
جريجوري نيل ستيفرز (من مواليد 20 يونيو 1960) هو كبير قضاة مقاطعة الولايات المتحدة للمنطقة الغربية من كنتاكي.

## السيرة الذاتية
ولد ستيفرز في 20 يونيو 1960، في مدينة هازارد، كنتاكي. حصل على درجة البكالوريوس في الآداب في عام 1982 من جامعة كنتاكي الشرقية. حصل على دكتوراه في القانون في عام 1985 من كلية الحقوق بجامعة كنتاكي. قضى حياته المهنية القانونية بأكملها في بولينغ غرين، كنتاكي، مكتب المحاماة في كيريك، ستيفرز، كويل، بي إل سي، المعروف سابقا باسم كامبل، كيريك وغريس، وانضم كشريك في عام 1985 وأصبح شريكا في عام 1990، وغادر في عام 2014 عند تلقي لجنته القضائية. ركزت ممارسته القانونية على التوظيف والتقاضي المدني العام في المحاكم الفيدرالية ومحاكم الولايات. كما شغل منصب المستشار القانوني الخارجي المعين لجامعة كنتاكي الغربية.